# Vereinigung für Afrikawissenschaften in Deutschland
Die Vereinigung für Afrikawissenschaften in Deutschland wurde 1969 unter dem Namen „Vereinigung von Afrikanisten in Deutschland (VAD)“ gegründet. Die VAD tritt für eine gegenwartsbezogene, interdisziplinäre und kooperative Afrikawissenschaft ein. Im Zweijahresrhythmus finden an den deutschen Zentren der Afrikaforschung internationale Fachtagungen der Vereinigung statt. Die VAD beteiligt sich auch an der Herausgabe von afrikawissenschaftlichen Publikationen und kooperiert mit dem GIGA-Institut für Afrikastudien (Hamburg) bei der Herausgabe der wissenschaftlichen Zeitschrift „Africa Spectrum“.

## Geschichte
Am 16. März 1969 gründeten Afrikawissenschaftler an der Universität Marburg die VAD als eigene fachwissenschaftliche Vereinigung neben der Deutschen Morgenländischen Gesellschaft. Ziele waren damals die Förderung des Gedankenaustausches zwischen „Afrikanisten“ innerhalb und außerhalb der Universität. Außerdem sollte die seinerzeit noch seltene interdisziplinäre Zusammenarbeit, auch über die Grenzen Deutschlands hinweg, gestärkt werden. Dieser Schritt erfolgte im Vergleich zu den USA, Großbritannien oder Frankreich spät, wo das Modell der area studies bereits seit den 1950er Jahren existierte.
Die Anfangsjahre der VAD waren durch heftige Debatten über ihre Ausrichtung geprägt. In den 1980er Jahren verstetigten sich die Aktivitäten. 1985 wurde die VAD ins Vereinsregister eingetragen. Der Verein ging mit Stellungnahmen zur deutschen Afrikapolitik, insbesondere gegenüber den Apartheid-Regimes in Südafrika und Namibia, an die Öffentlichkeit. Nach der Wiedervereinigung setzte er sich für die von der institutionellen Abwicklung bedrohte Afrikawissenschaft der ehemaligen DDR ein.
Im Jahre 2006 wurde der Vereinsname in „Vereinigung für Afrikawissenschaften in Deutschland“ geändert.

## VAD-Tagungen
Alle zwei Jahre wird von einem anderen deutschen Institut für Afrikastudien die VAD-Tagung ausgerichtet.
Tagungsorte:
- 2024 – geplant in Bayreuth
- 2022 – in Freiburg im Breisgau, „Afrika-Europa: Reziproke Perspektiven“
- 2020 – in Frankfurt, verschoben wg. Corona
- 2018 – Leipzig, „African Connections“
- 2016 – Berlin – „Afrika in einer kapitalistischen Welt“ (Kurztagung)
- 2014 – Bayreuth – „Zukunft Afrika“
- 2012 – Köln – „Embettled Spaces – Contested Orders / Umkämpfte Räume – Umstrittene Ordnungen“
- 2010 – Mainz – „Kontinuitäten und Brüche: 50 Jahre Unabhängigkeit in Afrika“
- 2008 – Freiburg i.Br. / Basel – „Grenzen und Übergänge – Frontières et Passages – Frontiers and Passages“
- 2006 – Frankfurt a. M. – „Wissen und Wissenschaft in Afrika“
- 2004 – Hannover – „Africa in Context. Historical and Contemporary Interactions with the World/ Afrika im Kontext: Weltbezüge in Geschichte und Gegenwart“
- 2002 – Hamburg – „Afrikas Vielfalt. Das Ende der Monologe?“
- 2000 – Leipzig – „Afrika 2000“
- 1998 – Bayreuth – „Afrika und die Globalisierung“
- 1996 – Berlin – „Afrika und das Andere – Alterität und Innovation“
- 1995 – Duisburg – „Staat und Gesellschaft: Erosions- und Reformprozesse“
- 1993 – Mainz – „Afrika hilft sich selbst. Prozesse und Institutionen der Selbstorganisation“
- 1991 – Hamburg – „Afrika: Überleben in einer ökologisch gefährdeten Umwelt. Gestern – Heute – Morgen“
- 1989 – Bremen – „Gegenwartsbewältigung und Zukunftsperspektiven in Afrika“
- 1986 – Berlin – „Afrika. Die Krise der Entwicklungspolitik“
- 1984 – Hannover – „1884 – 1984: Hundert Jahre Einmischung in Afrika“
- 1982 – Mainz – „Ausdifferenzierung der afrikanischen Eliten 20 Jahre nach Erreichung der Unabhängigkeit“
- 1979 – Berlin – „VAD–Symposium: Das Afrikabild in den bundesdeutschen Medien – und im Festival“
- 1976 – Bremen – „Afrikanische Geschichte als Gegenstand der Afrikanistik“
- 1975 – Mainz – „Symposium in Erinnerung an Janheinz Jahn“
- 1973 – Hochstetten-Dhaun – „Methoden der afrikanistischen Forschung und Lehre in der Bundesrepublik Deutschland – Eine kritische Bilanz“
- 1972 – Arnoldshein – „Afrikanische Afrikanistik“
- 1971 – Sankt Augustin – „Ethnische Minoritäten im Prozess nationaler Integration in Afrika“
- 1970 – Borsten bei Winsen/Luhe – „Programmatische Schriften zur Afrikanität: Senghors 'Negro-afrikanische Ästhetik' und die Arusha Deklaration“
- 1969 – Marburg/Lahn – „Probleme und Möglichkeiten interdisziplinärer Zusammenarbeit innerhalb der afrikanistischen Wissenschaften“

## Bibliographie
- Bierschenk, Thomas: Brauchen wir mehr Afrika-Politologen und weniger Äthiopisten?, in: Africa Spectrum 38 (2003) 2, S. 245–250
- Brahm, Felix: 40 Jahre Vereinigung für Afrikawissenschaften in Deutschland (VAD), 1969-2009 (PDF; 166 kB)
- Engel, Ulf: Gedanken zur Afrikanistik – Zustand und Zukunft einer Regionalwissenschaft in Deutschland, in: Africa Spectrum 38 (2003) 1, S. 111–123
- Probst, Peter: Between and betwixt. African studies in Germany., in: Africa Spectrum 40 (2005) 3, S. 403–427
- Reh, Mechthild: Plädoyer für eine Stärkung der Afrikaforschung, in: Africa Spectrum 38 (2003) 2, S. 251–253